# Wólka Mlęcka
Wólka Mlęcka es un pueblo de Polonia, en Mazovia.  Se encuentra en el distrito (Gmina) de Dobre, perteneciente al condado (powiat) de Mińsk. Se encuentra aproximadamente a 6 km al suroeste de Dobre, a 13 km al norte de Mińsk Mazowiecki, y a 43 km  al este de Varsovia. Su población es de 110 habitantes.
Entre 1975 y 1998 perteneció al voivodato de Siedlce.